# (30013) 2000 CV77
A (30013) 2000 CV77 a Naprendszer kisbolygóövében található aszteroida. A Spacewatch program keretein belül fedezték fel 2000. február 7-én.

## Kapcsolódó szócikk
- Kisbolygók listája (30001–30500)